# Pic de Noucreus
Der Pic de Noucreus ist ein Berg in den nordkatalanischen Ostpyrenäen an der Grenze zwischen Frankreich und Spanien.

## Routen
Von französischer Seite sowie von spanischer Seite (aus dem Vall de Núria) führen mittelschwere Wanderwege auf den Gipfel, welcher eine schöne Aussicht in alle Richtungen bietet:
- Sanktuarium im Vall de Núria (1.967 m) – Coma de les Molleres – Coll de Noucreus (2.795 m) – Pic de Noucreus (2.799 m) – Coll de Noufonts (2.661 m) – Sanktuarium: 5 Gehstunden

Im Winter kann der Gipfel mit Tourenskiern und Schneeschuhen bestiegen werden.